# Кларкс (Луїзіана)
Кларкс (англ. Clarks) — селище (англ. village) в США, в окрузі Колдвелл штату Луїзіана. Населення — 1052 особи (2020).

## Географія
Кларкс розташований за координатами 32°1′44″ пн. ш. 92°8′27″ зх. д. / 32.02889° пн. ш. 92.14083° зх. д. (32.028817, -92.140839).  За даними Бюро перепису населення США в 2010 році селище мало площу 2,49 км², уся площа — суходіл.

## Демографія
Згідно з переписом 2010 року, у селищі мешкало 1017 осіб у 222 домогосподарствах у складі 154 родин. Густота населення становила 409 осіб/км².  Було 263 помешкання (106/км²).
Расовий склад населення:
| - 51,7 % — білих - 46,3 % — чорних або афроамериканців - 0,3 % — корінних американців - 0,3 % — азіатів |

До двох чи більше рас належало 0,6 %. Частка іспаномовних становила 1,9 % від усіх жителів.
За віковим діапазоном населення розподілялося таким чином: 14,4 % — особи молодші 18 років, 76,9 % — особи у віці 18—64 років, 8,7 % — особи у віці 65 років та старші. Медіана віку мешканця становила 33,7 року. На 100 осіб жіночої статі у селищі припадало 259,4 чоловіків;  на 100 жінок у віці від 18 років та старших — 299,5 чоловіків також старших 18 років.
Середній дохід на одне домашнє господарство  становив 31 432 долари США (медіана — 23 008), а середній дохід на одну сім'ю — 32 019 доларів (медіана — 23 403). За межею бідності перебувало 36,3 % осіб, у тому числі 56,4 % дітей у віці до 18 років та 27,0 % осіб у віці 65 років та старших.
Цивільне працевлаштоване населення становило 183 особи. Основні галузі зайнятості: освіта, охорона здоров'я та соціальна допомога — 29,0 %, роздрібна торгівля — 21,9 %, сільське господарство, лісництво, риболовля — 14,2 %, мистецтво, розваги та відпочинок — 12,6 %.